# 충렬중학교
충렬중학교(忠烈中學校)는 대한민국 부산광역시 동래구 명장동에 있는 공립 중학교이다.

## 학교 연혁
- 1978년 4월 29일 : 안락여자중학교 설립 승인
- 1979년 1월 31일 : 안락여자중학교 설립인가
- 1979년 3월 1일 : 초대 황창희 교장 부임
- 1979년 3월 5일 : 개교 및 제1회 입학식(687명)
- 1982년 2월 12일 : 제1회 졸업식(698명)
- 2000년 3월 1일 : 남녀공학 충렬중학교로 변경인가(학칙개정)
- 2004년 3월 1일 : 부산광역시교육청 지정 ‘학교 숲 가꾸기’ 연구학교 지정 운영(06.2.28까지)
- 2011년 12월 23일 : 부산시교육청 학교문화선도 연구학교 지정
- 2012년 3월 1일 : 인성교육실천 연구학교 운영
- 2021년 2월 9일 : 제40회 졸업식(3학급 60명) 졸업생 총 17,402명
- 2023년 3월 1일 : 제18대 이재희 교장 취임
- 2024년 12월 30일 : 제44회 졸업식(3학급 55명)
- 2025년 3월 4일 : 제47회 입학식(3학급 63명)

## 참고 자료
- 충렬중학교 - 한국교육학술정보원 학교알리미